# Hymn Malediwów
Gaumee Salaam (Pozdrowienie narodowe) – hymn państwowy Malediwów. Został przyjęty w roku 1972. Słowa napisał Mohamed Jameel Didi, a muzykę skomponował Wannakuwattawaduge Don Amaradeva.

## Transkrypcja oficjalnych słów w języku Divehi
Gavmii mi ekuverikan matii tibegen kuriime salaam,
Gavmii bahun gina heyo du'aa
Kuramun Kuriimesalaam.
Gavmii nishaanang hurumataa ekuboo lambai tibegen
Audaanakan libigen e vaa didaak kuriime salaam.
Gavmii mi ekuverikan matii tibegen kuriime salaam,
Gavmii bahun gina heyo du'aa
Kuramun Kuriimesalaam.
Nasraa nasibaa kaamyaabuge ramzakang himenee
Fessaa rataai hudaa ekii fenumun kuriime salaam.
Gavmii mi ekuverikan matii tibegen kuriime salaam,
Gavmii bahun gina heyo du'aa
Kuramun Kuriimesalaam.